# Fortinbras

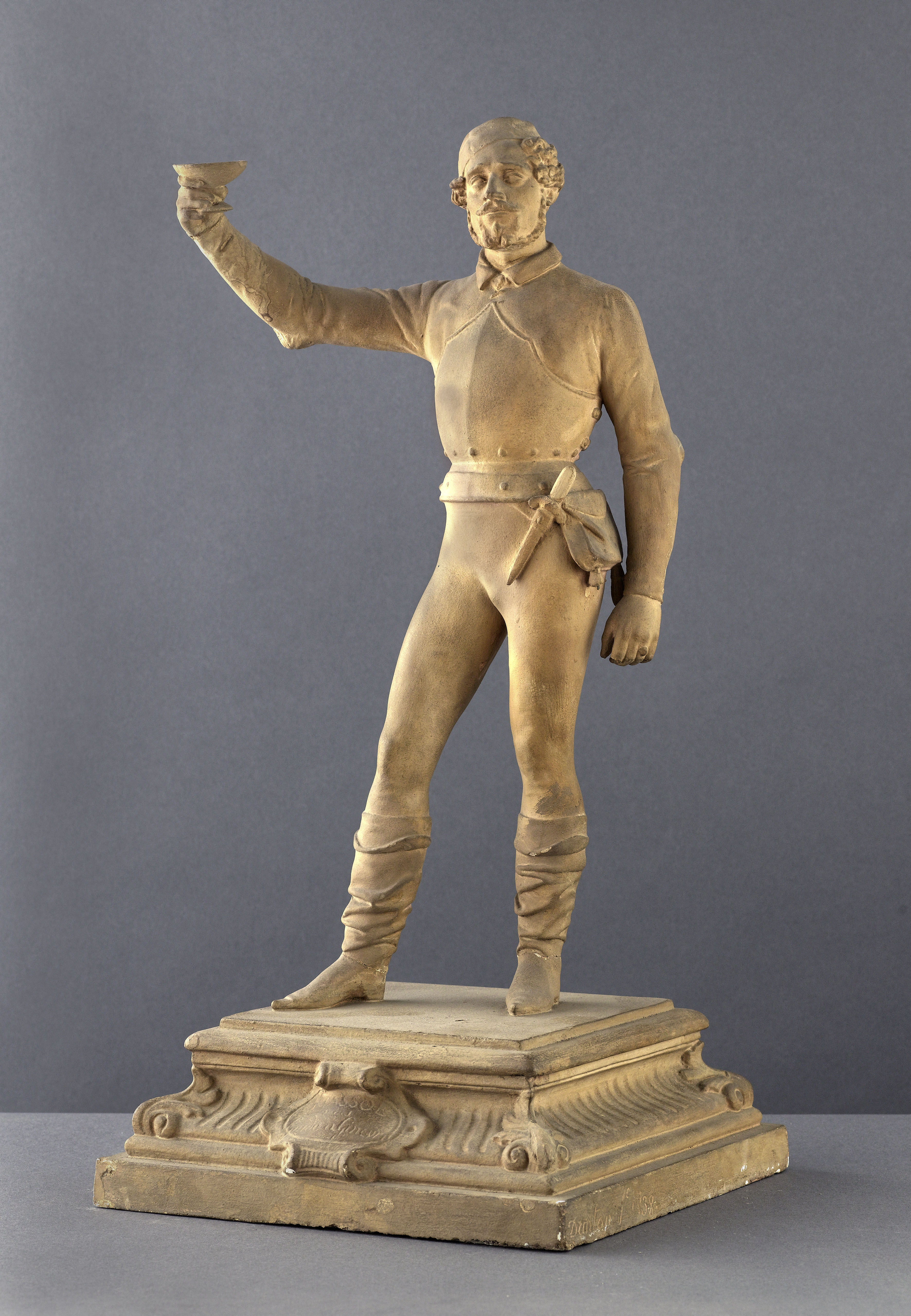

Fortinbras – imię dwóch postaci fikcyjnych z tragedii Williama Shakespeare’a pod tytułem Hamlet.

## Fortinbras – książę (syn)
Bardziej znaczącą postacią jest książę Fortinbras, który pod koniec utworu przedstawia nadzieję na poprawę państwa duńskiego. Warto też zaznaczyć, że Fortinbras ma udział w największym polskim akcencie w utworach pisarza ze Stratford – posłuszny woli swojego stryja, chce skierować swoje wojska przeciwko Polakom. W dosłownym tłumaczeniu, jego imię w języku francuskim oznacza „silnie uzbrojony”. Postać ta pojawia się w znanym utworze Zbigniewa Herberta pt. Tren Fortynbrasa.
Fortinbras w sztuce pojawia się zaledwie dwa razy. Pierwszy raz, kiedy przechodzi przez duńskie ziemie ze swoimi wojskami, by uderzyć na Polskę (wcześniej w sztuce prosi listownie Klaudiusza o pozwolenie na ten czyn). Hamlet, wysłany przez stryja z tajną misją (której celem była oczywiście śmierć młodego księcia), spotyka Fortinbrasa i jego oddziały.
Drugi raz norweski książę pojawia się na końcu sztuki, kiedy wszyscy główni bohaterowie sztuki umierają. Obejmuje władzę w Danii, postanawia zaprowadzić w niej porządek i prosi Horacego, by opowiedział mu losy Hamleta.

## Fortinbras – król (ojciec)
W sztuce pojawia się także Fortinbras, były król Norwegii, będący jednocześnie ojcem księcia Fortinbrasa.